# Alfondeguilla
Alfondeguilla là một đô thị trong tỉnh Castellón, Cộng đồng Valencia, Tây Ban Nha. Đô thị Alfondeguilla có diện tích 28,3 km², dân số theo điều tra năm 2010 của Viện thống kê quốc gia Tây Ban Nha là 874 người. Đô thị Alfondeguilla nằm ở khu vực có độ cao 219 mét trên mực nước biển.